# Хладни, Эрнст Флоренс Фридрих
Эрнест Флоренс Фридрих Хла́дни (нем. Ernst Florens Friedrich Chladni, 30 ноября 1756[…], Виттенберг — 3 апреля 1827[…], Бреслау, Силезия, Пруссия) — немецкий физик и исследователь железных метеоритов, основатель экспериментальной акустики, изобретатель, иностранный член-корреспондент Санкт-Петербургской Академии наук (с 1794).
Его работы включают исследование относительно вибрирующих пластин, палласитов, и вычисление скорости звука для различных газов.

## Биография
Хотя Хладни родился в Виттенберге, но корни его семьи — в небольшом словацком шахтёрском городе Кремница (тогда — часть Королевства Венгрия). Хладни происходил из семьи учёных.
Прадед Эрнеста — Георг Хладни (1637—1692) был лютеранским священником, который в 1673 году, во время Реформации переехал из Кремницы в Виттенберг. Дед, Мартин Хладни также был лютеранским богословом, и в 1710 году стал профессором богословия в Виттенбергском университете. Дядя Юстус Хладни (1701—1765) был профессором права в том же университете. Другой дядя, Иоганн Хладни (1710—1759), был богословом, историком и профессором в университете Эрлангена.
Отец Эрнст Мартин Хладни (1715—1782) был профессором права и ректором Виттенбергского университета и поэтому отнесся неодобрительно к интересу своего сына к науке и настоял, чтобы Хладни стал адвокатом.
Хладни изучал юриспруденцию и философию в университетах Виттенберга и Лейпцига, где он получил степень доктора права. После смерти отца в 1782 году Хладни всерьез начал заниматься исследованиями в области физики.
Хладни умер в 1827 году во Вроцлаве (на то время этот город назывался Бреслау и был частью Королевства Пруссии).

## Пластины Хладни
Одно из самых известных достижений Хладни состоит в исследовании разных способов вибрации на механической поверхности. Хладни повторил эксперимент английского учёного Роберта Гука, который в 1680 году в Оксфордском университете провёл исследование, в процессе которого он заметил изменения формы предмета при воздействии на неё колебаний.
Гук, проводя смычком по краю пластины, покрытой мукой, заметил, как мука перераспределяется по поверхности, образуя чёткие линии сложной формы. Свои исследования Хладни записал и издал в 1787 году книгу «Теория звука» («Открытия в теории звука»).
Пластина была наклонена, пока она не достигла резонанса, и песок сформировал определённую форму. В XX веке вместо смычка стали использовать громкоговоритель с электронным генератором сигнала под пластиной, чтобы достигнуть более точной настройки частоты.
Методы этой техники обычно используются в проектировании и изготовлении акустических инструментов, таких как скрипка, гитара и виолончель.
| Фигуры Хладни |
| ------------- |
|               |
|               |
|               |
|               |
|               |
|               |

## Музыкальные инструменты
В 1791 году Хладни изобрел музыкальный инструмент, названный Эуфоном Хладни (не следует путать с эуфониумом, медным духовым), который состоит из стеклянных стержней с различной частотой колебаний. Эуфон Хладни — прямой предок современного музыкального инструмента, известного как стеклянная гармоника. Хладни также усовершенствовал музыкальный цилиндр Гука и на его основании в 1799 году изобрел Клавицилиндр.

## Научная деятельность
Хладни также открыл закон (закон Хладни), суть которого состоит в том, что существует отношение между частотой свободных колебаний пластин и других тел.
На основании трудов Пьера Гассенди о измерении скорости звука в воздухе, Хладни провёл эксперимент, в процессе которого ему удалось измерить скорость звука в различных газах.
В 1794 году Хладни издал на немецком языке свою книгу «О происхождении найденной Палласом и других подобных ей железных масс и о некоторых связанных с этим явлениях природы», в которой он исследовал Палласово железо и высказал космическое происхождение метеоритов. Эта книга стала началом науки метеоритики.